# EME Engineering
EME Engineering d.o.o. war ein slowenischer Hersteller von Automobilen.

## Unternehmensgeschichte
Das Unternehmen aus Slovenska Bistrica begann 1991 mit der Produktion von Automobilen und stellte im gleichen Jahr auf der IAA in Frankfurt am Main Fahrzeuge aus. Der Markenname lautete EME. Etwa 1993 endete die Produktion.

## Fahrzeuge
Die Fahrzeuge basierten auf dem Citroën XM. Ein Modell war gegenüber dem XM um 95 cm verlängert und verfügte über sechs Türen. Das Leergewicht lag 260 kg über dem des Originals. Daneben gab es die Modelle XEM 300 und XEM 500, die gegenüber dem Original um 30 cm bzw. 50 cm verlängert waren. Außerdem entstand 1992 ein Cabriolet.